# 高嵩 (主持人)
高嵩（1994年5月5日—），生于湖北宜昌，现居上海。中国广播节目主持人、记者。毕业于上海视觉艺术学院新媒体艺术学院播音与主持艺术专业2012级本科，因获得2016年“明日之星”上海广播主持人选拔赛亚军而开始供职于上海广播电视台东方广播中心至今。

## 简介
就读上海视觉艺术学院期间，高嵩曾担任播音主持专业2012级本科班班长，受教于范蓉、晨光、方舟（李蓓蓓）、潘涛、于飞等著名主持人。曾获得2013年度上海视觉艺术学院校内奖学金和2015年度国家奖学金，并于毕业前夕获得“上海市高等学校优秀毕业生”称号。
2016年，高嵩参加2016年“明日之星”上海广播主持人选拔赛，最终获得亚军。赛后，他正式签约上海广播电视台东方广播中心，开始个人主持生涯。
初期为上海交通广播主持人，主持《欢乐早高峰》和《有请发言人》，现为东广新闻台·长三角之声主持人，主持《中国长三角》和《长三角博览会》。
除常规主持外，高嵩亦参与中国国际进口博览会、上海车展，长三角市长访谈等大型活动的采访和报道工作。
2019年，参加《中央广播电视总台2019主持人大赛》，入围全国60强，新闻类30强，唯最终未能晋级全国30强。一时间，高嵩的新浪微博涨粉无数，粉丝从1000多涨到了8000多人，目前其新浪微博粉丝为1万多人。董卿评价其为“会脸红的大男孩，很容易获得大家的好感与信任”。

## 获奖与提名
- 第五届海峡两岸电视主持新人大赛二等奖
- 上海视觉艺术学院新媒体艺术学院首届主持人大赛金奖
- 第七届上海大学生电视节大学生主持人大赛二等奖
- 2016年“明日之星”上海广播主持人选拔赛亚军
- 《中央广播电视总台2019主持人大赛》全国60强，新闻类30强